# Distoleon catta
Distoleon catta är en insektsart som först beskrevs av Fabricius 1775.  Distoleon catta ingår i släktet Distoleon och familjen myrlejonsländor. Inga underarter finns listade i Catalogue of Life.